# Universidad Lusófona de Porto
La Universidad Lusófona de Porto (ULP) está ubicada en el centro histórico de la ciudad de Oporto. Fue fundada en marzo de 2005, según el decreto 27345/2005, con fondos privados del Grupo Lusófona.
Cuenta con un campus de fácil acceso dada su ubicación, con áreas de enseñanza, investigación y administración, además de salas de estudio, cantina, centros tecnológicos, entre otros espacios recreativos.
La ULP no sólo ofrece cursos de licenciatura y maestrías, sino también diversos cursos de especialización tecnológica.

## Unidades académicas
- Facultad de Ciencias Económicas, Ciencias Sociales y de Negocios
- Facultad de Ciencias Exactas y Naturales, Ingeniería y Tecnología
- Facultad de Comunicación, Arquitectura, Artes y Tecnologías de la Información
- Facultad de Derecho
- Escuela de Psicología, Educación y Deporte